# Herbert John Mackie
Pour les articles homonymes, voir Mackie (homonymie).
Thomas Mackie (8 janvier 1876-1er janvier 1947) est un homme politique canadien de l'Ontario. Il est député fédéral unioniste (conservateur) de la circonscription ontarienne de Renfrew-Nord de 1917 à 1921.

## Biographie
Né à Pembroke en Ontario, Mackie sert à titre de lieutenant-colonel durant la seconde guerre des Boers et dans la milice locale de 1906 à 1908.
Élu député fédéral en 1917, il ne se représente pas en 1921.
Mackie meurt à Ottawa à l'âge de 70 ans.
Son père, Thomas Mackie, est également député de Renfrew-Nord de 1896 à 1904.